# 大河 (加利福尼亞州)
大河（英語：Big River）是位於美國加利福尼亞州聖貝納迪諾縣的一個人口普查指定地區。

## 地理
大河的座標為34°08′02″N 114°22′11″W / 34.13389°N 114.36972°W，而該地最高點為海拔高度133米（即436英尺）。

## 人口
根據2010年美國人口普查的數據，大河的面積為29.40平方千米，當中陸地面積為28.05平方千米，而水域面積為1.35平方千米。當地共有人口1707人，而人口密度為每平方千米58人。